# Fisker Automotive
Fisker Automotive è stata una casa automobilistica statunitense attiva tra il 2007 e il 2013.

## Storia
Henrik Fisker, responsabile della progettazione di varie vetture sportive come Aston Martin DB9, Aston Martin V8 Vantage, Artega GT e BMW Z8, ha fondato nel 2005 la Fisker Coachbuild con l'intento di produrre vetture artigianali utilizzando telai e motorizzazioni da Mercedes-Benz e BMW. Nel 2007, dopo aver raccolto alcuni investimenti esterni è stata fondata la nuova società, con l'intento dichiarato di produrre delle autovetture ibride.
Al Salone dell'automobile di Detroit a gennaio 2008 la nuova azienda ha così presentato la Fisker Karma, la cui produzione è iniziata nel 2011 in Finlandia grazie anche a investimenti da parte del governo statunitense. Nel frattempo l'azienda aveva anche acquisito un ex stabilimento della General Motors nel Delaware, destinato alla futura produzione di altri modelli.
Pochi mesi dopo l'entrata in commercio della Karma sono stati evidenziati dei difetti che hanno portato al richiamo delle autovetture prodotte, con conseguenti costi da parte dell'azienda. A questo si aggiunsero le difficoltà del fornitore di batterie che ha dichiarato bancarotta nell'agosto del 2012, con conseguente arresto della produzione della Karma.
Nell'agosto 2012, Tony Posawatz ex direttore della linea della Chevrolet Volt, viene nominato nuovo amministratore delegato con Henrik Fisker come presidente esecutivo. Nell'ottobre del 2012, a causa dell'uragano Sandy, la Fisker ha subito anche notevoli danni ad uno stock di 338 vetture depositate al porto di Newark in attesa di essere consegnate.
Henrik Fisker si dimette nel marzo 2013, ufficialmente dopo dei contrasti con il management sulla strategia di business.
Il 23 novembre 2013 la Fisker ha dichiarato bancarotta e il 17 febbraio 2014 la tecnologia e le proprietà della Fisker Automotive sono state rilevate dall'azienda cinese Wanxiang per una cifra che si aggira intorno ai 149 milioni di euro, mentre l'uso del marchio è rimasto nella disponibilità del fondatore che ha creato una nuova società nel 2016.